# Dornier

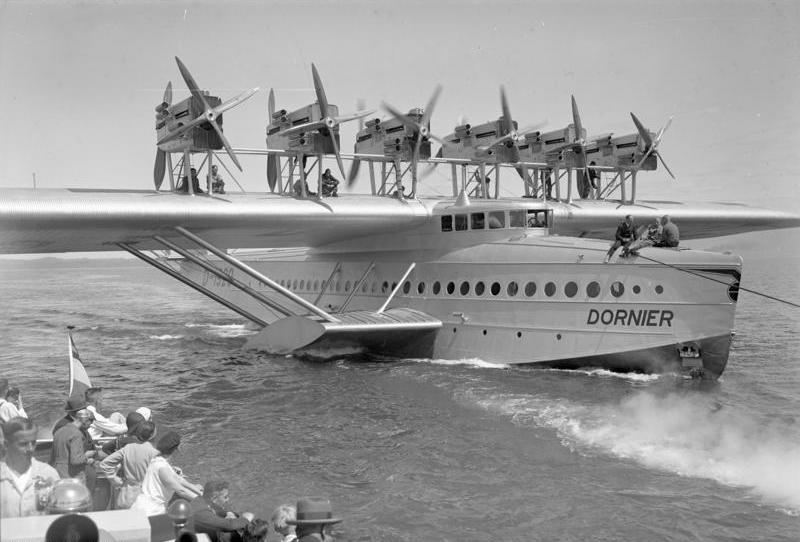
De Dornier Do X in 1929, het grootste vliegtuig van zijn tijd

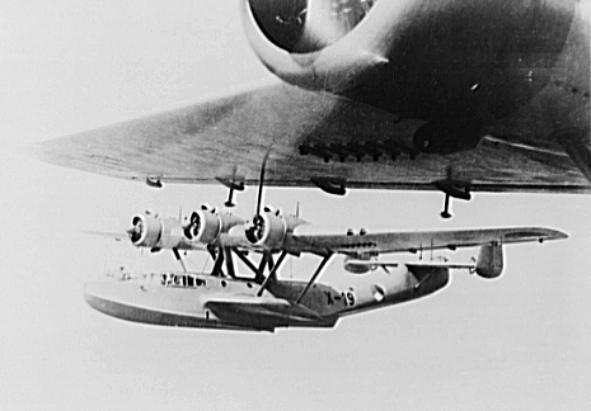
Marine Luchtvaartdienst (MLD) Dornier Do 24K-1 "X-19" op patrouille in Nederlands Indië, 1941

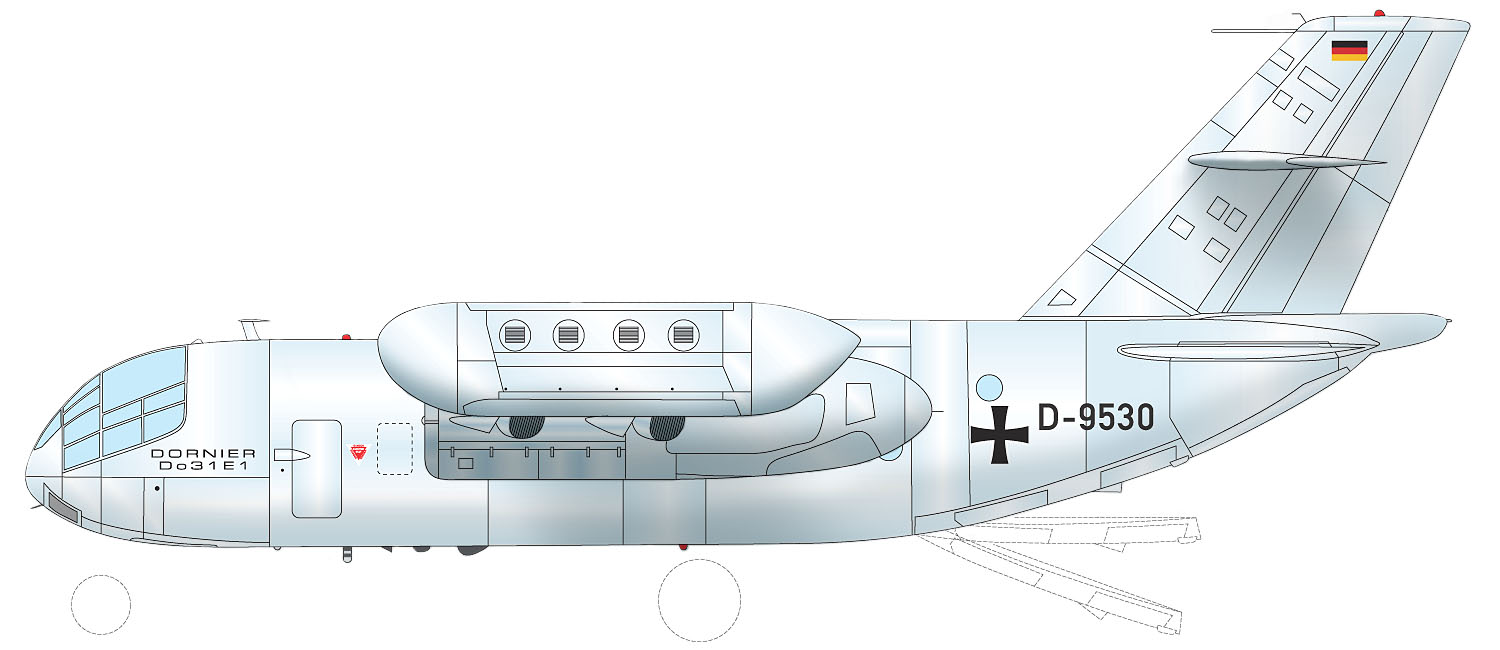
Dornier Do 31 VTOL-transportvliegtuig

Dornier was een Duitse fabriek die onder andere vliegtuigen produceerde.
Dornier werd vooral beroemd om zijn vliegboten, die meestal alleen op water kunnen starten en landen. De vliegtuigfabriek was vanouds gevestigd in de omgeving van Friedrichshafen, direct aan de Bodensee, waar deze vliegtuigen konden vertrekken en landen. Een voorbeeld is de Dornier Do-X (met twaalf motoren in trek- en duwschroef configuratie). In het Luchtvaartmuseum te Soesterberg is een driemotorige Dornier Do 24 vliegboot tentoongesteld.
De naam Dornier is sinds 1915 verbonden met de vliegtuigfabriek, die is genoemd naar de luchtvaartpionier Claude Dornier.
De passagiersvliegtuigen van Dornier werden in de vroegste jaren van het bestaan van de luchtvaartmaatschappij Lufthansa vaak ingezet.
In de Tweede Wereldoorlog werd in Wismar, een havenstad aan de Oostzee een filiaal opgericht, om er bommenwerpers te bouwen.
Vanaf de jaren 1950 was de naam Dornier verbonden met de herbouw van de Duitse vliegtuigindustrie, die na de Tweede Wereldoorlog volledig ontmanteld was.
In 1985 werd Dornier, net als later het Nederlandse Fokker, een onderdeel van de DaimlerChrysler Aerospace AG. Dornier werd echter niet opgenomen in het grote DASA, omdat de familie Dornier erop had gestaan dat hun naam afzonderlijk zou blijven bestaan.
In 1996 werd Dornier overgenomen door de Amerikaanse vliegtuigbouwer Fairchild. De naam van het gecombineerde bedrijf werd toen FairchildDornier. Deze combinatie begon met de geldverslindende ontwikkeling van de Fairchild Dornier 728, een straalvliegtuig voor ongeveer 70 passagiers.
In 2002 werd voor dit bedrijf faillissement aangevraagd. In oktober van dat jaar was er nog interesse van anderen om dit bedrijf over te nemen.
Een aparte divisie van Dornier maakt satellietsystemen. Er is ook een tak die medische apparatuur maakt.

## Dornier vliegtuigen (niet volledig)
| Voor 1933 | 1933 tot 1945 | 1945 tot nu |
| --- | --- | --- |
| - Dornier Rs I - Dornier Rs II - Dornier Rs III - Dornier Rs IV - Dornier Gs I - Dornier Spatz - Dornier Do A (Libelle I en II) - Dornier Do B (Komet III, Merkur I en II) - Dornier Do C - Dornier Do C III (Komet I en II) - Dornier Do D - Dornier Do E Dornier E/I en E/II - Dornier Do G - Dornier Do H - Dornier Do J (Wal) - Dornier Do K - Dornier Do L (Delphin I, Ia, II, III) - Dornier Do Y - Dornier Do N - Dornier Do P - Dornier Do Q - Dornier Do R - Dornier Do S - Dornier Do T - Dornier Do U - Dornier Do V - Dornier Do X | - Dornier Do 10 (Do C4) - Dornier Do 11 (Do F) - Dornier Do 12 (Libelle III) - Dornier Do 13 - Dornier Do 14 - Dornier Do 15 (Do J) - Dornier Do 16 - Dornier Do 17 - Dornier Do 18 - Dornier Do 19 (Oeralbommenwerper) - Dornier Do 20 - Dornier Do 22 - Dornier Do 23 - Dornier Do 24 - Dornier Do 26 - Dornier Do 212 - Dornier Do 214 - Dornier Do 215 - Dornier Do 216 - Dornier Do 217 - Dornier Do 317 - Dornier Do 318 - Dornier Do 335 - Dornier Do 417 - Dornier Do 435 - Dornier Do 635 - Dornier Do P.85 - Dornier Do P.184 - Dornier Do P.231 - Dornier Do P.247 - Dornier Do P.252 - Dornier Do P.254 - Dornier Do P.256 - Dornier Do P.232 - Dornier Do P.238 - Dornier Do P.273 | - Dornier Do 24 ATT - Dornier Do 25 - Dornier Do 27 - Dornier Do 28 - Dornier Do 29 - Dornier Do 30 - Dornier Do 31 - Dornier Do 32 - Dornier Do 33/KAD - Dornier Do 128 - Dornier Do 34 - Dornier Do 228 - Dornier 328 - Fairchild Dornier 328JET - Dornier GE - Alpha Jet |

## Diverse wetenswaardigheden
De Dorniervliegboten en andere vliegtuigtypes figureren in de verhalen van Biggles.